# Балуран (національний парк)
Національний парк Балуран (індонез. Taman Nasional Baluran) — національний парк, розташований у регентстві Ситубондо, Східна Ява, Індонезія.

## Географія

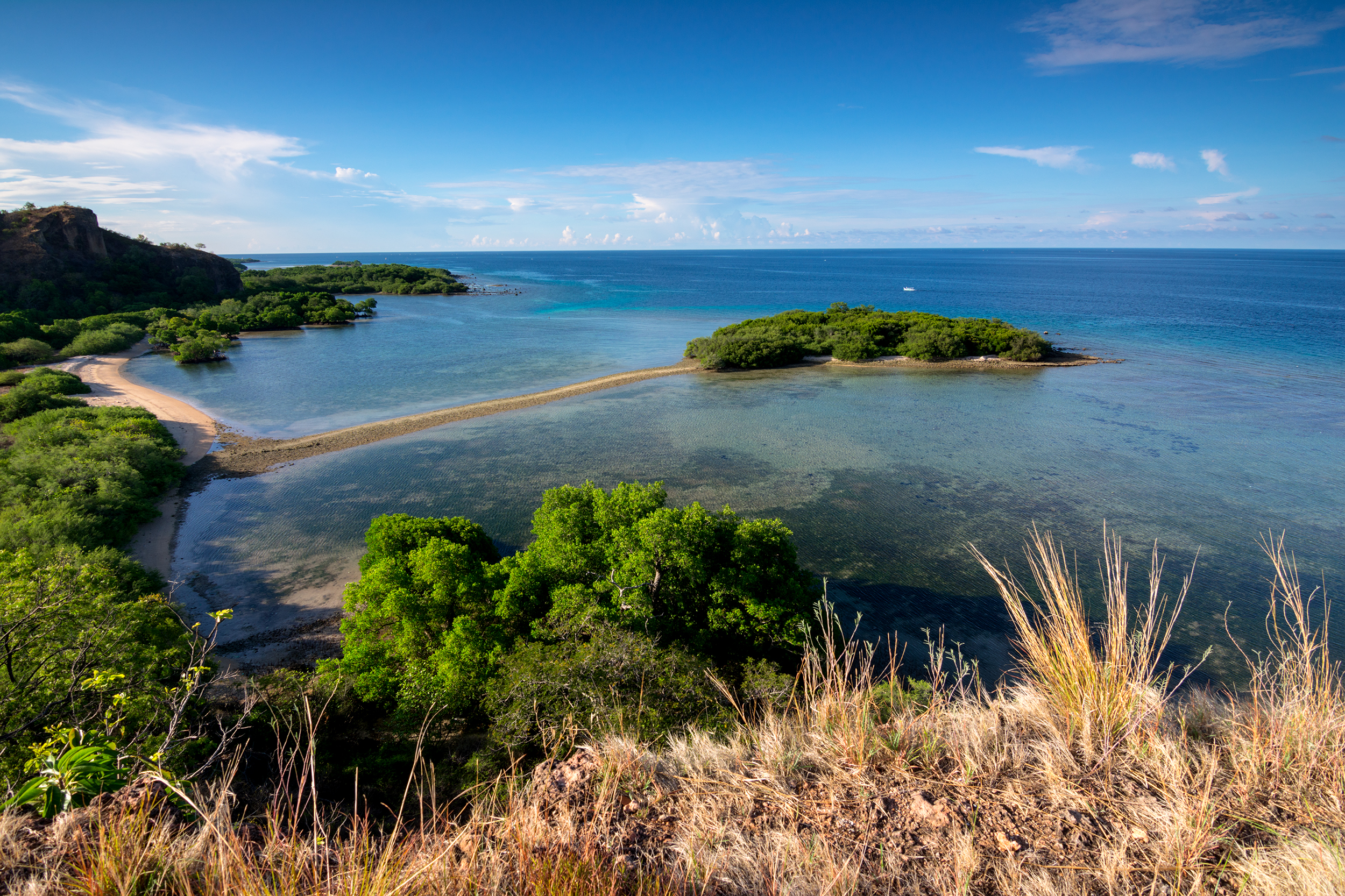
Вид на пляж Баланан.

Національний парк Балуран має відносно сухий клімат і в основному складається з савани Беколь (40 %), а також рівнинних лісів, мангрових лісів і пагорбів, зі стратовулканом Балуран (1247 м) як найвищою вершиною парку, від назви якого походить назва самого парку.
Національний парк розташований на північно-східній околиці острова Яви, недалеко від островів Балі та Мадура. Парк межує з протокою Мадура на півночі, протокою Балі на сході, річкою Баджулматі (село Вонорехо) на заході та річкою Клокоран (село Сумбераньяр) на півдні. Площа парку нагадує собою грубе коло, неправильної форми, у центрі якого знаходиться згаслий вулкан Балуран. Його загальна площа становить 25 000 га (250 км²). Він складається з п'яти зон: головної зони (12 000 га), зони дикої природи, джунглів (5537 га, що включає 1063 га води та 4574 га суші), зони інтенсивного використання (800 га), зони специфічного використання (5780 га) і зона відновлення (783 га).

## Флора і фауна

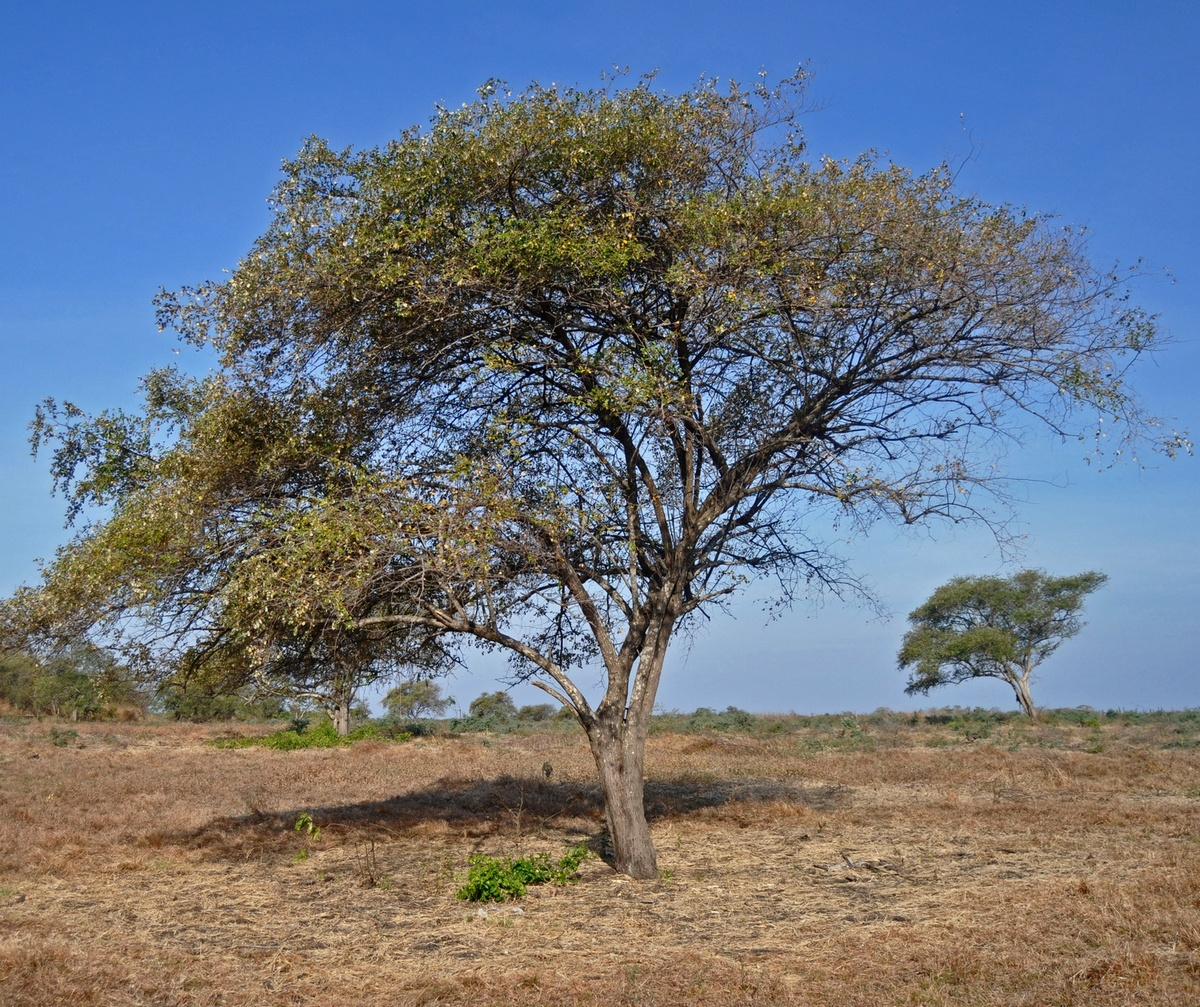
Дерева зизифус мавританський у парку

У парку зареєстровано 444 види рослин, у тому числі деякі види рослин, що знаходяться під загрозою зникнення, такі як: зизифус круглолистий (Ziziphus nummularia), тамаринд індійський (Tamarindus indica), діоскорея шипувата (Dioscorea hispida), тунг молуккський (Aleurites moluccanus) і кориф утан (Corypha utan).
У національному парку Балуран мешкає 26 видів ссавців, у тому числі зникаючий бантенг (Bos javanicus), червоний вовк (Cuon alpinus), індійський мунтжак (Muntiacus muntjak), яванський мишачий олень (Tragulus javanicus), кіт-рибалка (Prionailurus viverrinus), яванський леопард (Panthera pardus melas) і яванський лутунг (Trachypithecus auratus).  Популяція бантенгів зменшилася з 338 у 1996 році до 26 у 2012 році.
Орнітофауна парку включає зелених павичів (Pavo muticus), банківських курок (Gallus gallus), індійських птахів-носорогів (Anthracoceros coronatus), великих гомраїв (Buceros rhinoceros) та яванських марабу (Leptoptilos javanicus). До 2010 року в парку було зареєстровано 155 видів птахів, але після конкурсу фотографій птахів у 2012 році кількість видів була переглянута і збільшена до 196 видів.

### Вимерлі види
Яванські тигри (Panthera tigris sondaica) проіснували в заповідній зоні до середини 1960-х років.

## Збереження та загрози

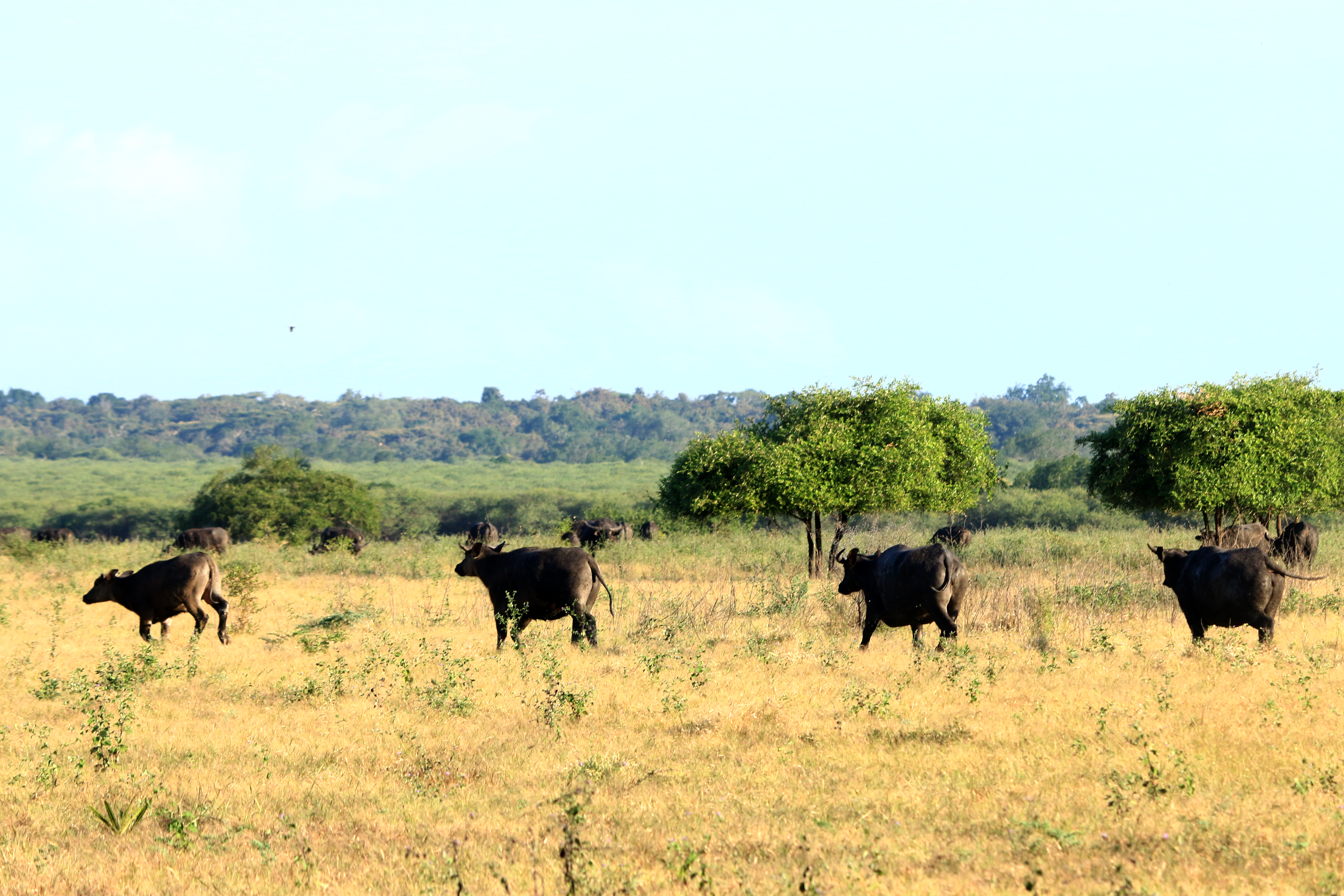
Савана Беколь («Маленька Африка» на Яві)

Ця територія національного парку охороняється з 1928 року, вперше за ініціативи голландського мисливця А. Г. Лодебура. У 1930 році територія парку була визначена як охоронюваний ліс, директором Богорського ботанічного саду К. В. Даммерманом. 25 вересня 1937 року губернатор голландського колоніального уряду змінив його статус на заповідник дикої природи. Повторне визначення як заповідника було здійснено міністром сільського господарства та аграрних справ указом №. SK/II/1962 від 11 травня 1962 року. Статус національного парку було присвоєно 6 березня 1980 року, міністром сільського господарства та знову підтверджено в 1997 року, міністром лісового господарства.
Браконьєрство становить серйозну загрозу для дикої природи в парку, особливо впливаючи на зменшення популяції бантенгів. За даними організації «ProFauna Indonesia», браконьєрством займаються не лише місцеві жителі, але й військові.
Нільська акація (Vachellia nilotica), яка займає щонайменше 6000 гектарів савани в національному парку Балуран, ускладнює пошук їжі бантенгам. У 2013 році в парку нараховувалось лише 35 бантенгів, тоді як у 1996 році їх було ще понад 330 особин.

## Галерея
| Вулкан Балуран | Вулкан Балуран | Олені мунтжак | Яванський леопард |